# Starship Entertainment
Starship Entertainment (hangul: 스타쉽 엔터테인먼트) är ett sydkoreanskt skivbolag och en talangagentur bildad år 2008 av Kim Shi-dae. Starship är dotterbolag till sin distributör LOEN Entertainment som blev majoritetsägare 2013.

## Artister

### Nuvarande
|           |
| Boyfriend |

|        |
| Hyolyn |

|          |
| Jooyoung |

|          |
| Junggigo |

|        |
| K.Will |

|           |
| Mad Clown |

|               |
| Yoo Seung-woo |

### Tidigare
|                    |
| Sistar (2010–2017) |